# Schloßgasse (Weimar)

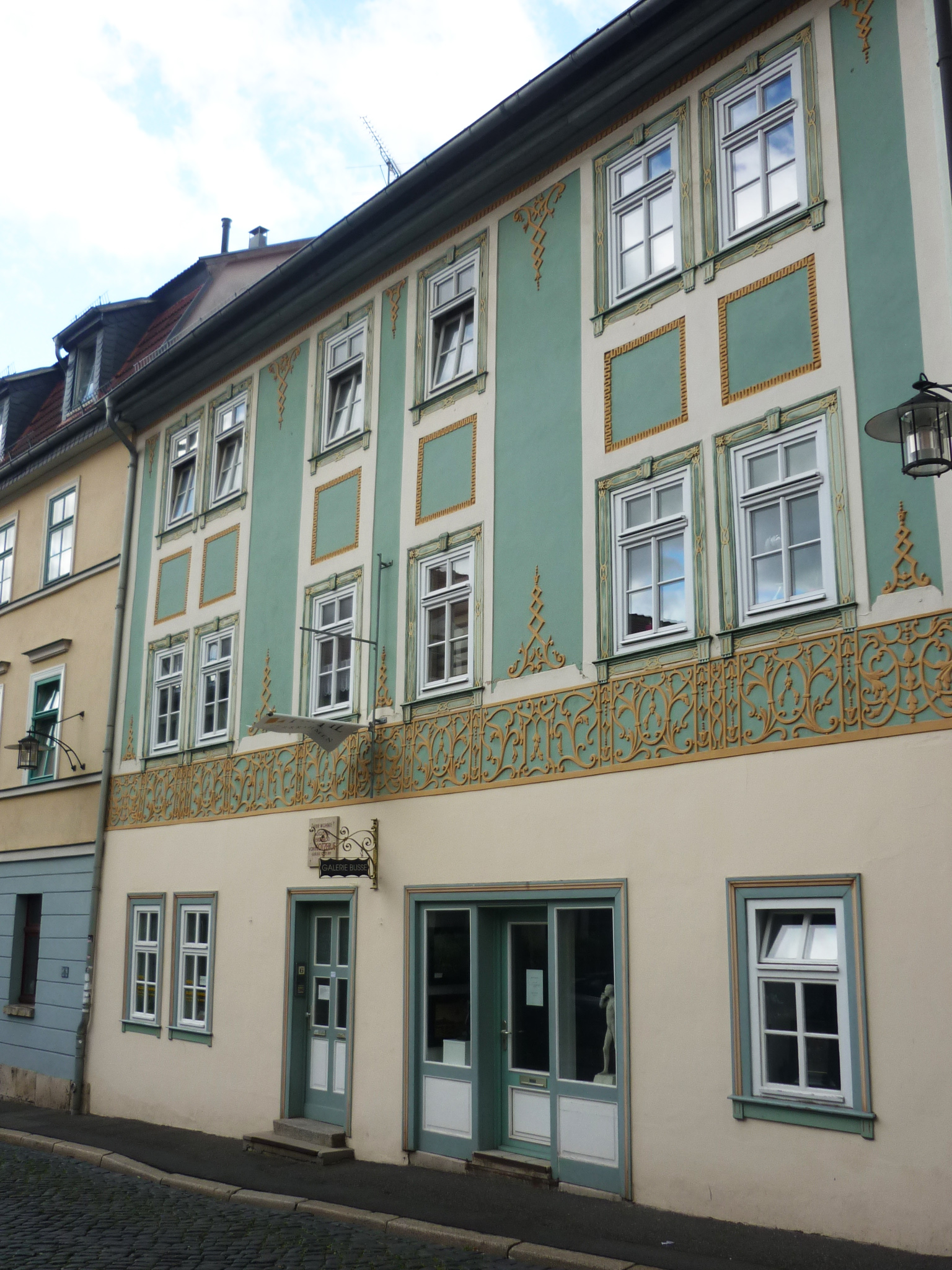
Schloßgasse 6, Wohn- und Lagerhaus, Wohnhaus Augusts von Kotzebue

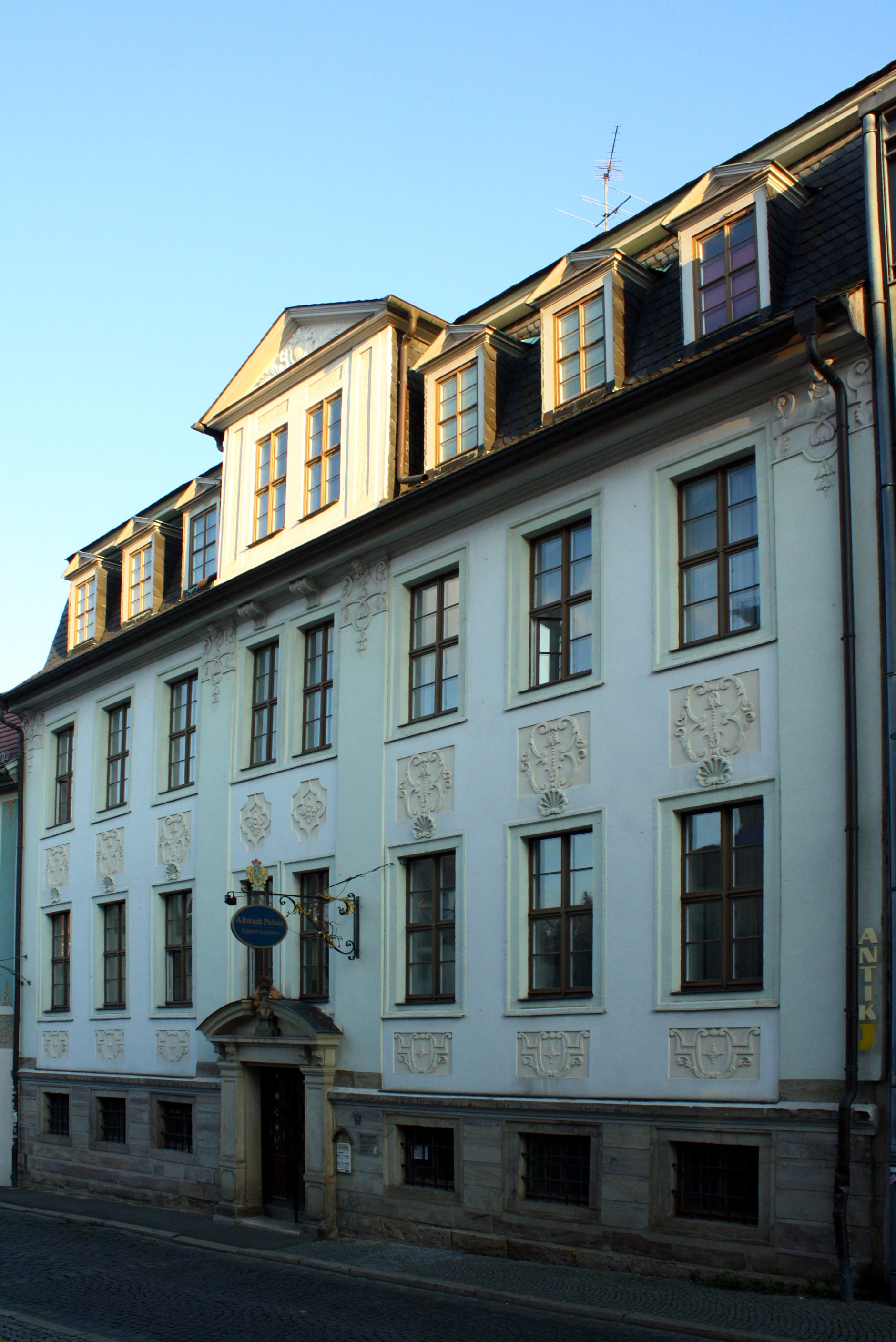
Schloßgasse 4, Haus mit der Palme

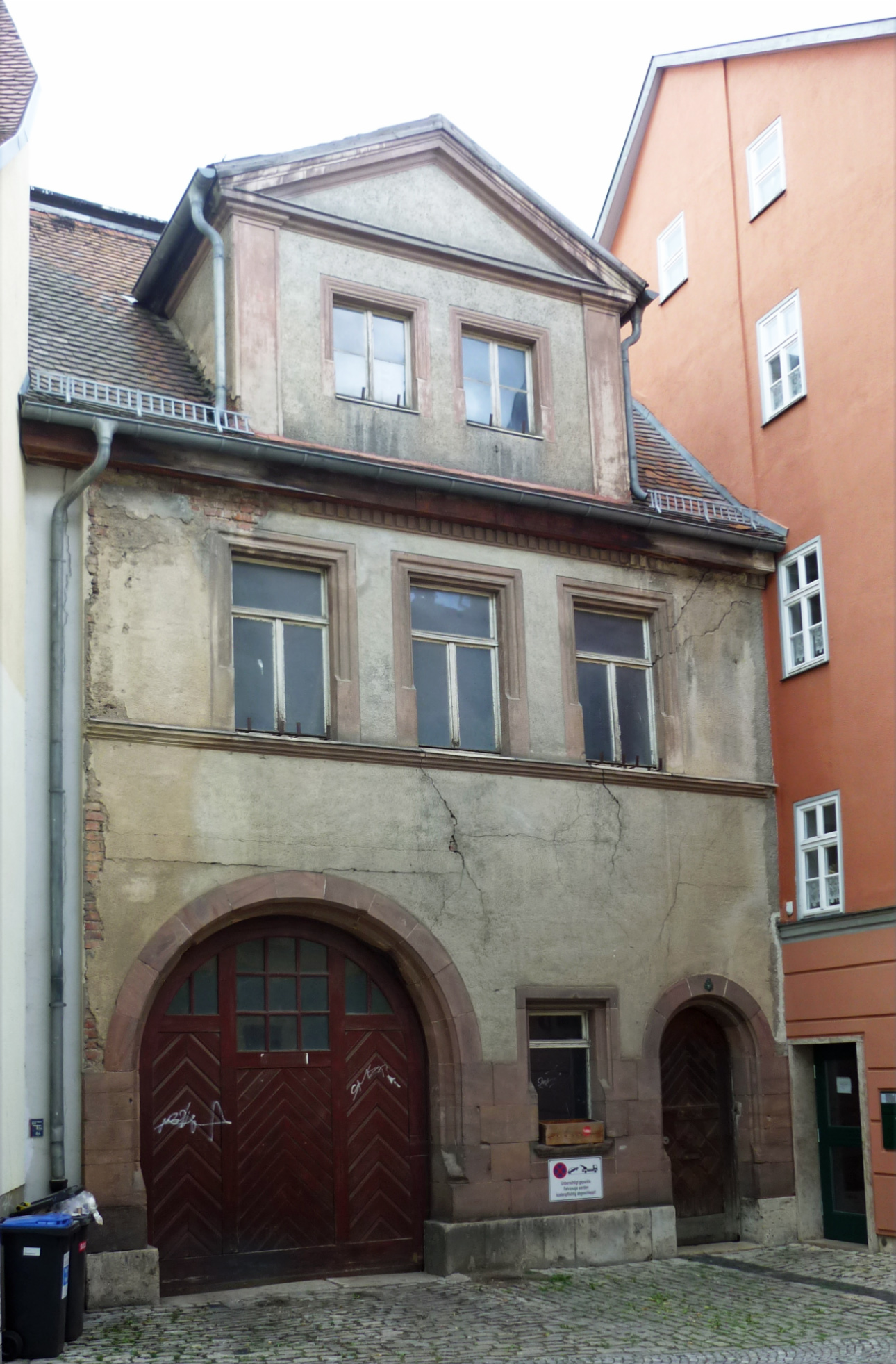
Schloßgasse 11, Wohn- und Lagerhaus

Die Schloßgasse beginnt am Burgplatz in der Altstadt von Weimar und endet an der Marktstraße. Sie kreuzt dabei die Obere Schloßgasse und die Kaufstraße.
Der prominenteste Bewohner in der Schlossgasse 6 war August von Kotzebue, dessen Leben am 23. März 1819 durch ein Attentat des Burschenschafters Carl Ludwig Sand in Mannheim endete. An dem Haus ist eine Gedenktafel angebracht. Unterhalb der Schloßgasse fließt der Lottenbach.
Die gesamte Schloßgasse steht auf der Liste der Kulturdenkmale in Weimar (Sachgesamtheiten und Ensembles). Außerdem stehen einige Gebäude auf der Liste der Kulturdenkmale in Weimar (Einzeldenkmale). Außer dem Haus von Kotzebue sind es das Gebäude Schlossgasse 11, ein Wohn- und Lagerhaus, und die Schloßgasse 4, das Nachbarhaus Augusts von Kotzebue, bezeichnet als das „Haus mit der Palme“. Der berühmteste  Gast dieses Hauses wiederum  war 1816 Charlotte Kestner, geb. Buff. Thomas Mann setzte dem mit seinem Roman Lotte in Weimar ein literarisches Denkmal. Natürlich spielte in diesem Goethe auch eine gewisse Rolle.